# Crolles
Crolles település Franciaországban, Isère megyében. Lakosainak száma 8463 fő (2022. január 1.). Crolles Le Champ-près-Froges, Villard-Bonnot, Bernin, Froges, Lumbin és Plateau-des-Petites-Roches községekkel határos.

## Gazdaság
Itt van az STMicroelectronics francia-olasz multinacionális félvezetőgyártó cég telephelye. 2022. július elején bejelentették, hogy az STMicroelectronics és a GlobalFoundries chipgyártó vállalat közös processzorgyárat épít a telephely közelében.

## Népesség
A település népességének változása:
| Lakosok száma | 1723 | 3492 | 5829 | 8416 | 8212 | 8345 | 8247 | 8293 | 8193 | 8463 |
|               | 1968 | 1982 | 1990 | 2006 | 2013 | 2015 | 2017 | 2019 | 2020 | 2022 |